# شهدطوطیک زرین‌فام
شهدطوطیک زرین‌فام یا شهدطوطیک سومبا (نام علمی: Trichoglossus capistratus) گونه‌ای طوطی است که در جزایر جنوب شرق آسیا، در سومبا، روت، وتار و کیسار (اندونزی) و تیمور (اندونزی و تیمور شرقی) بومی است. در گذشته به عنوان زیرگونه‌ای از شهدطوطیک رنگین‌کمان در نظر گرفته می‌شد، اما پس از بررسی در سال ۱۹۹۷، به‌طور فزاینده‌ای به عنوان یک گونه جداگانه در نظر گرفته می‌شود.